# Lois sur le statut des Juifs du régime de Vichy
Pour un article plus général, voir Shoah en France.

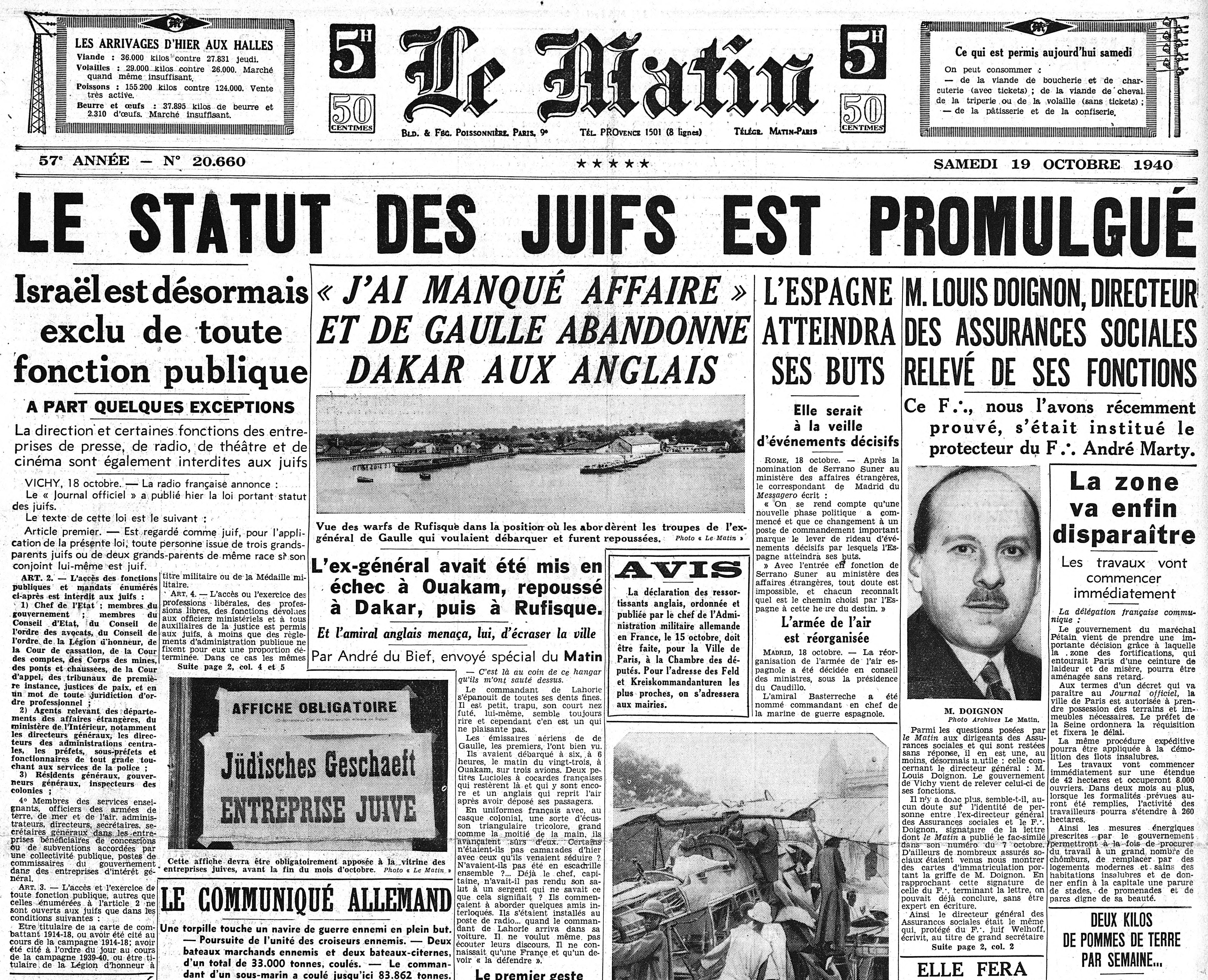
Une du journal Le Matin du 19 octobre 1940, annonçant la promulgation du statut des Juifs.

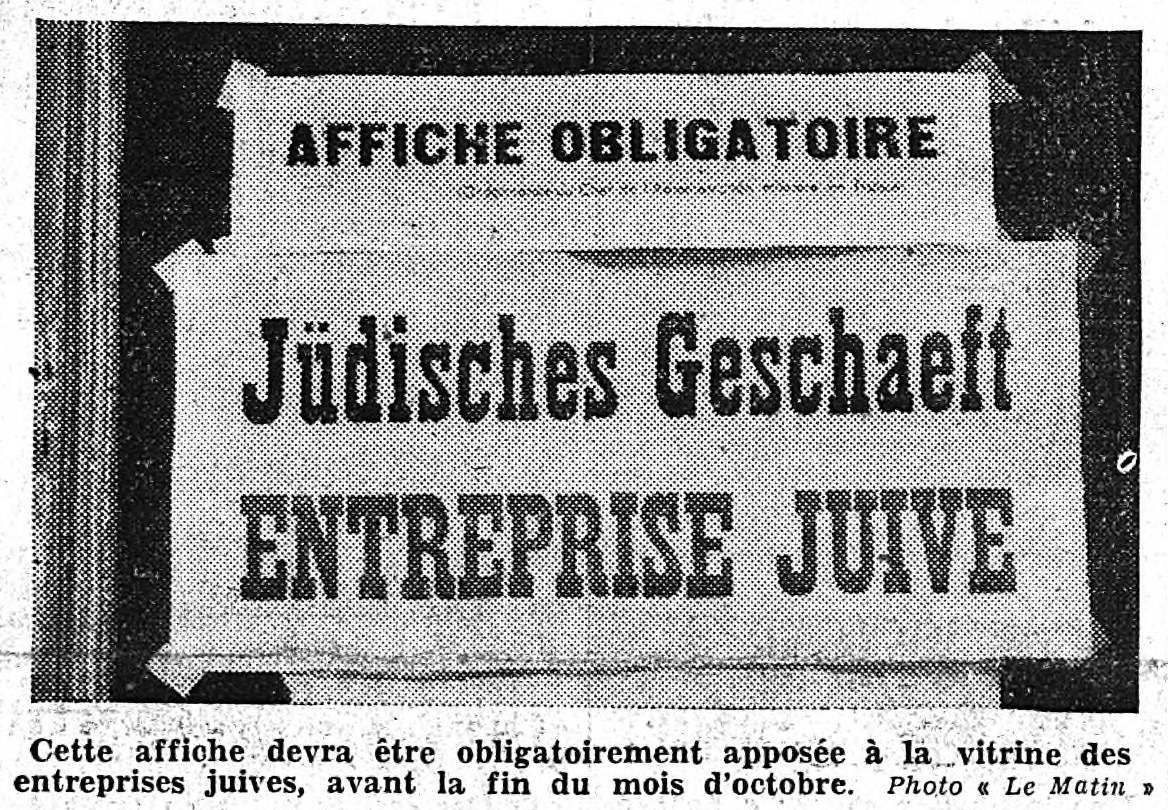
Marque obligatoire bilingue allemand-français à afficher sur la devanture des entreprises juives, France, oct. 1940.

Durant la période de l'Occupation allemande, le régime de Vichy a édicté plusieurs lois sur le statut des Juifs, faisant de ces derniers une catégorie à part de la population. L'article 9 du statut des Juifs d'octobre 1940 et l'article 11 du statut de juin 1941 spécifient que la présente loi est applicable à l'Algérie, aux colonies, pays de protectorat et territoires sous mandat. À la Libération, ces actes ont été déclarés « nuls et de nul effet » par l'ordonnance du 9 août 1944 relative au rétablissement de la légalité républicaine.
Les lois régissant le statut des Juifs étaient différentes suivant que la zone était annexée par l'Allemagne, occupée ou dépendante du régime de Vichy. En zone libre, le régime différait aussi selon la nationalité des personnes, entre les ressortissants des pays annexés par le Reich (Pologne, Tchécoslovaquie, Autriche, etc.) et les simples étrangers et les Français.
Les ordonnances prises en zone occupée étaient presque les mêmes que celles prises en Allemagne, et celles prises par Vichy s'en inspiraient : elles étaient beaucoup plus rigoureuses que celles de l'Italie fasciste qui régissaient le comté de Nice. 
D'autres catégories de la population, telles que les communistes, étaient recherchées et arrêtées. Avant l'invasion de l'Union soviétique le 22 juin 1941, la chasse aux communistes n'est pas à l'ordre du jour pour le régime nazi, en raison de la signature du Pacte germano-soviétique le 23 août 1939. Mais en France, le Parti communiste français, ayant approuvé ce pacte, est considéré comme allié de l'Allemagne à la suite de la déclaration de guerre en septembre 1939. Il est mis hors-la-loi par le gouvernement Daladier, et ses militants sont arrêtés. 
La franc-maçonnerie est interdite par le nouveau régime, qui procède à une « épuration » administrative. 
La loi sur les dénaturalisations a été mise en place dès le 22 juillet 1940, un mois à peine après la proclamation du régime de Vichy de Pétain. Le premier statut des Juifs, qui exclut ceux-ci de la fonction publique et des fonctions commerciales et industrielles, date du 3 octobre 1940, tandis que le second statut, qui oblige à l'immatriculation des entreprises juives et exclut les Juifs de toute profession commerciale ou industrielle, a été passé en juillet 1941. La loi du 4 octobre 1940 sur « les ressortissants étrangers de race juive », promulguée simultanément avec le statut des Juifs, autorise l'internement immédiat des Juifs étrangers.
L'administration des gouvernements de l'État français se met ainsi au service de la politique antisémite de l'Allemagne nazie. Comme prévu dans les conventions de l'Armistice, la police française, ainsi que la gendarmerie française, exécutent les ordres d'arrestation des Juifs, enfants compris, décidés par les autorités allemandes en zone occupée, et les acheminent vers les camps de concentration français (camp de Drancy et bien d'autres). Plus tard, les fonctionnaires du régime de Vichy continueront de les remettre aux nazis dans le cadre de la Shoah. Ainsi, le « fichier Tulard », constitué par la préfecture de police de Paris, est transmis au service IV J de la Gestapo, chargé de ladite « question juive ».

## Dispositions du traité d'armistice
Le traité d'armistice signé le 22 juin 1940 signé à la clairière de Rethondes, en forêt de Compiègne, entre le représentant du Troisième Reich, le maréchal Keitel et celui du gouvernement français du maréchal Pétain, le général Huntziger prévoit que la souveraineté française s'exerce sur l'ensemble du territoire, y compris la zone occupée et l'Alsace-Moselle, mais dans la zone occupée, il est stipulé que l'Allemagne exerce les droits de la puissance occupante, ce qui implique que l'administration collabore avec elle d'une manière correcte. Si le traité ne comprend aucune disposition relative aux Juifs, il prévoit deux clauses qui vont lier leur sort à la politique antisémite de l'Allemagne :
- L'article 3 prévoit que « Dans les régions occupées de la France, le Reich allemand exerce tous les droits de la puissance occupante. Le gouvernement français s'engage à faciliter par tous les moyens les réglementations relatives à l'exercice de ces droits et à la mise en exécution avec le concours de l'Administration française. »
- Les articles 16 et 19 prévoient que « Le gouvernement français procédera au rapatriement de la population dans les territoires occupés, d'accord avec les services allemands compétents » (il s'agissait des populations ayant fui les zones de persécution ou de guerre) ; que « Tous les prisonniers de guerre et prisonniers civils allemands, y compris les prévenus et condamnés qui ont été arrêtés et condamnés pour des actes commis en faveur du Reich allemand, doivent être remis sans délai aux troupes allemandes » ; et que « Le gouvernement français est tenu de livrer sur demande tous les ressortissants allemands désignés par le gouvernement du Reich et qui se trouvent en France, de même que dans les possessions françaises, les colonies, les territoires sous protectorat et sous mandat. »

De ce fait, il est nécessaire de préciser les mesures prises par les autorités d'occupation allemande dans la partie Nord et Ouest de la France, et celles prises par le régime de Vichy.

## Mesures prises par les autorités allemandes en zone occupée
- 1er juillet 1940 : les Allemands expulsent plusieurs milliers de Juifs français d'Alsace et de Lorraine vers la zone libre. Certains s'établissent dans des villes comme Limoges, d'autres sont regroupés[1],[2],[3] dans des camps comme celui de Gurs.
- 27 septembre 1940 : ordonnance allemande définissant le premier statut allemand des Juifs : "Sont reconnus comme Juifs ceux qui appartiennent ou appartenaient à la religion juive, ou qui ont plus de deux grands-parents juifs" ; imposant leur recensement : "Toute personne juive devra se présenter jusqu'au 20 octobre 1940 auprès du sous-préfet de son arrondissement, dans lequel elle a son domicile ou sa résidence habituelle, pour se faire inscrire sur un registre spécial" ; obligeant à mettre un écriteau sur les devantures des magasins : "Tout commerce dont le propriétaire ou le détenteur est juif, devra être désigné comme "Entreprise juive" par une affiche spéciale en langues allemande et française avant le 31 octobre 1940" et interdisant le retour en zone occupée pour les Juifs qui l'ont quittée : "Il est interdit aux Juifs qui ont fui la zone occupée d'y retourner"[4]. La Préfecture de police de Paris précisera que les Juifs domiciliés à Paris et dans le département de la Seine qui doivent se faire enregistrer en vertu de cette ordonnance devront le faire dans les commissariats[5]. Concernant l'affichette, la préfecture de police de Paris précisera qu'elle doit avoir 20 cm sur 40 cm et porter en caractères noirs sur fond jaune l'inscription suivante : JUDISCHES GESCHAFT ENTREPRISE JUIVE et que sont considérées comme entreprises juives celles dont plus de la moitié des capitaux appartient à des juifs[6].
- 18 octobre 1940 : ordonnance allemande plaçant sous séquestre les entreprises et biens appartenant aux Juifs absents ou arrêtés, dite ordonnance d'Aryanisation.
- 26 avril 1941 : ordonnance allemande redéfinissant le deuxième statut allemand des Juifs
- 14 mai 1941 : La première grande rafle collective, concernant les Juifs polonais, âgés de 18 à 40 ans, tchécoslovaques et autrichiens, âgés de 18 à 60 ans[7]
- 28 mai 1941 : blocage des comptes bancaires juifs, désormais soumis au Service du Contrôle des Administrateurs provisoires
- 14 juin 1941 : ordonnance allemande qui étend le deuxième statut allemand des Juifs de la zone occupée à la zone libre. Refusé par le gouvernement de Vichy
- 13 août 1941 : ordonnance allemande qui interdit aux Juifs de posséder un récepteur radio. À Paris, les appareils doivent être déposés à la préfecture de police ou dans les commissariats de police d'arrondissements au plus tard le 1er septembre 1941[8].
- 28 septembre 1941 : ordonnance allemande imposant le versement à la Caisse des dépôts et consignations de l'argent de la vente des biens confisqués aux Juifs dans le cadre de l'aryanisation.
- 17 décembre 1941 : ordonnance allemande imposant aux Juifs une amende d'un milliard de francs à prendre sur les sommes séquestrées à la Caisse des dépôts et consignations.
- 7 février 1942 : ordonnance allemande imposant un couvre-feu de 20 heures à 6 heures du matin pour les Juifs et leur interdisant de déménager
- 24 mars 1942 : ordonnance allemande étendant la définition du Juif et étendant la législation antérieure à cette nouvelle catégorie.
- 27 mars 1942, zone occupée : premier convoi de Juifs déportés par les autorités allemandes depuis le camp de Compiègne.
- 29 mai 1942 : ordonnance allemande imposant aux Juifs le port de l'étoile jaune par tous les Juifs de plus de 6 ans, en application le 7 juin.
- 10 juin 1942 : instruction allemande donnée à la Compagnie du métropolitain imposant aux Juifs de ne prendre que la dernière voiture du métropolitain.
- juin 1942 : les services de la SS sont chargés de rechercher et d'arrêter tous les Juifs.
- 3 juillet 1942 : instruction allemande interdisant aux Juifs en zone occupée l’usage du téléphone et des cabines téléphoniques.
- 8 juillet 1942 : ordonnance allemande interdisant aux Juifs la fréquentation des salles de spectacle et leur interdisant l'accès aux magasins en dehors de la période de 15 à 16 heures.
- 12 juillet 1942 : ordre par le Service allemand des affaires juives dirigé par Theodor Dannecker d'arrêter tous les Juifs en zone occupée.
- 16 juillet 1942 : arrestation massive en zone occupée de Juifs qui sont internés au Vélodrome d'Hiver.
- 11 novembre 1942 : invasion de la zone libre par l'Allemagne en réponse à l'opération Torch en Afrique du Nord.

Par ailleurs, il y a eu en France un camp de concentration, celui du Struthof, ouvert en avril 1941 sur le territoire de l'Alsace annexée par l'Allemagne.

## Mesures prises par le gouvernement de Vichy

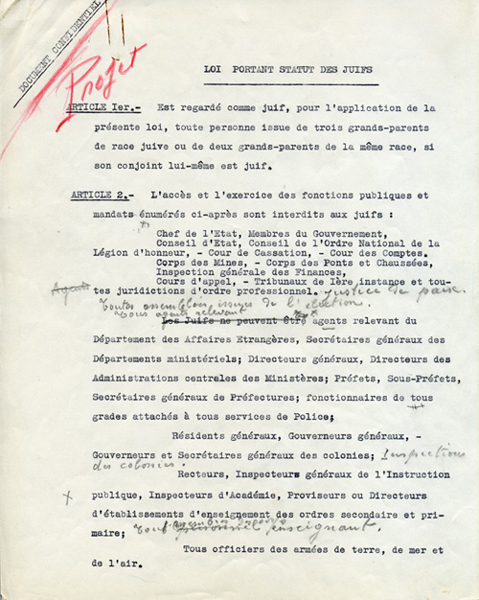
Texte du statut des Juifs, annoté de la main de Pétain (page 1).

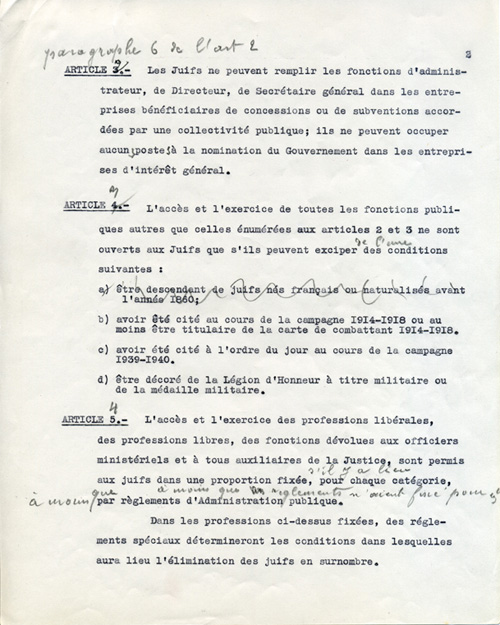
Texte du statut des Juifs, annoté de la main de Pétain (page 2).

Les premières mesures anti-juives sont prises peu après les autorités allemandes : le premier statut des Juifs du 3 octobre 1940, préparé par Raphaël Alibert, interdit aux Juifs français d'exercer un certain nombre de professions (fonctionnaire, enseignant, journaliste, dirigeant de certaines entreprises, etc.), tandis que la loi du 4 octobre 1940 sur « les ressortissants étrangers de race juive » prévoit d'enfermer les étrangers juifs dans des camps d'internement au sud du pays, comme celui de Gurs, où ils seront rejoints par des convois de Juifs déportés par les Allemands depuis des régions que le IIIe Reich considère comme définitivement annexées, telles l'Alsace, la Lorraine et même, pour certains, de Belgique. 
D'autres catégories de la population font l'objet de mesures de suspicion ou de proscription comme les francs-maçons et les communistes, ces derniers depuis que le PCF a pris le parti de soutenir le Pacte germano-soviétique et qu'il a été interdit par le gouvernement Daladier. 
Les lois régissant le statut des Juifs étaient copiées sur les lois ou ordonnances nazies qu'elles égalaient en dureté pour leurs victimes. Elles étaient donc beaucoup plus rigoureuses que celles de l'Italie fasciste qui régissaient la zone occupée par les Italiens. Ces lois d'exception ont été mises en place dès l'avènement du nouveau régime dirigé par Pétain : ainsi, la loi sur les dénaturalisations a été promulguée dès le 22 juillet 1940. 
L'administration française se met ainsi au service de la politique criminelle de l'Allemagne nazie et les Juifs, enfants compris, sont recherchés, arrêtés par la police et la gendarmerie française, acheminés dans les trains de la SNCF vers des camps d'internement français (comme Gurs et bien d'autres), puis vers des camps de concentration et de regroupement comme Drancy, avant d'être déportés par les nazis dans des camps d'extermination situés en Allemagne et en Pologne.
- 12 juillet 1940 : loi interdisant à ceux n'étant pas nés français de parents français d'appartenir à un cabinet ministériel[10].
- 17 juillet 1940 : loi disposant que « nul ne peut être employé dans les administrations de l'État s'il ne possède pas la nationalité française, à titre originaire, comme étant né de père français »[11].
- 22 juillet 1940 : loi portant révision des naturalisations obtenues depuis 1927 : sur 195 000 naturalisations, 15 154 personnes (soit 7,7 %) sont déchues de leur nationalité et deviennent apatrides, dont 6 307 Juifs (soit 41,6 %)[12].
- 23 juillet 1940 : loi sur la déchéance de nationalité des Français ayant quitté la France[13].
- 16 août 1940 : loi conditionnant la profession de médecin aux personnes de nationalité française, nées d'un père français ou naturalisées avant 1927.
- 27 août 1940 : loi abrogeant le décret-loi Marchandeau du 21 avril 1939 qui punissait l'injure et la diffamation raciale.
- 10 septembre 1940: loi limitant l'accès au barreau aux citoyens nés de père français[14].
- 3 octobre 1940 : premier statut des Juifs, publié le 18 octobre : ils sont exclus de la fonction publique de l'État, de l'armée, de l'enseignement et de la presse.

Le même jour, la préfecture de Police communique que la déclaration prescrite par ordonnance allemande sur le recensement des Juifs sera reçue par les commissaires de police.  
En mai 1941, environ 119 universitaires avaient dû quitter leur poste (76 dans la zone occupée, 43 en zone Sud), et un mois plus tard, lorsque le deuxième statut des Juifs est promulgué, 125 autres membres de l’université française se retrouvent au chômage. Des exceptions fondées sur la notion de « services exceptionnels » (article 8 de la loi du 3 octobre 1940) rendus à l’État français pouvaient donner lieu à certains reclassements.
- 4 octobre 1940 : loi prévoyant l'internement des étrangers d'origine juive sur décision administrative des préfets.
- 7 octobre 1940 : loi abolissant le décret Crémieux qui datait du 24 octobre 1870 et accordait la nationalité française aux Juifs d'Algérie.
- 31 octobre 1940 : fin des opérations de recensement dans le département de la Seine. Elles donnent lieu à la création du fichier des Juifs de la préfecture de la Seine, dit fichier Tulard[17]. Au total, à la fin de l'année 1940, 151 000 Juifs sont recensés[18].
- 31 octobre 1940 : Dahir portant application au Maroc du statut des Juifs. Sa mise en application doit commencer le 1er janvier 1941[19].
- 26 décembre 1940 : décret d'application, dans la fonction publique, de la loi du 3 octobre 1940[20], étendue aux colonies le 9 mars 1941[21].
- 29 mars 1941 : création à Paris du Commissariat général aux questions juives, et nomination de Xavier Vallat à sa tête.
- Le gouvernement refuse l'application en zone libre du deuxième statut allemand des Juifs promulgué le 26 avril 1941.
- 2 juin 1941 : loi instituant un deuxième statut vichyste des Juifs : allongement de la liste des interdictions professionnelles, numérus clausus de 2 % pour les professions libérales et de 3 % pour enseigner à l'Université. Un décret passé en juillet 1941 exclut aussi les Juifs des professions commerciales ou industrielles. Ce statut autorise les préfets à pratiquer l'internement administratif de Juifs de nationalité française[22].
- 2 juin 1941 : loi prescrivant le recensement des Juifs (de la zone occupée et de la zone libre)[23].
- 21 juin 1941 : loi réglant les conditions d'admission des Juifs dans les établissements d'enseignement supérieur : instauration d'un numerus clausus de 3 % applicable aux étudiants juifs[24].
- 16 juillet 1941 : décret réglementant en ce qui concerne les Juifs, la profession d'avocat[25].
- 16 juillet 1941 : décret réglementant en ce qui concerne les Juifs, les fonctions d'officier public ou ministériel[26].
- 22 juillet 1941 : loi relative aux entreprises et biens ayant appartenu à des Juifs absents ou disparus, dite « Loi d'aryanisation », prise par le gouvernement de Vichy.
- 11 août 1941 : décret réglementant en ce qui concerne les Juifs, la profession de médecin[27].
- 24 septembre 1941 : décret réglementant en ce qui concerne les Juifs, la profession d'architecte[28].
- 2 novembre 1941 : loi interdisant toute acquisition de fonds de commerce par les Juifs sans autorisation[29].
- 17 novembre 1941 : loi réglementant l'accès des Juifs à la propriété foncière[30].
- 27 novembre 1941 : les députés et sénateurs juifs sont déchus de leurs mandats, par le gouvernement de Vichy.
- 29 novembre 1941 : loi portant dissolution des associations juives et transfert de leurs biens à l'Union générale des Israélites de France placée sous le contrôle du Commissariat général aux questions juives[31]
- 9 décembre 1941 : décret prévoyant l'internement des étrangers et apatrides juifs entrés en France depuis le 1er janvier 1936.
- 26 décembre 1941 : décret réglementant en ce qui concerne les Juives, la profession de sage-femme[32].
- 26 décembre 1941 : décret réglementant en ce qui concerne les Juifs, la profession de pharmacien[33].
- 5 juin 1942 : décret réglementant en ce qui concerne les Juifs, la profession dentaire[34].
- 11 juin 1942 : décret interdisant aux Juifs les professions artistiques.
- 11 novembre 1942 : invasion de la zone libre par l'Allemagne.
- 11 décembre 1942 : loi imposant aux Juifs de faire apposer la mention « Juif » sur leur carte d'identité.

### Origine de la loi du 3 octobre
Le fait que la première loi française d'exclusion des Juifs du 3 octobre 1940 a été adoptée quelques jours après l'ordonnance allemande du 27 septembre pourrait suggérer que les deux mesures ont été préparées de façon concertée. Aucun élément ne vient cependant étayer cette thèse. Les témoignages même des proches de Pétain au lendemain de la guerre établissent que non seulement la législation de Vichy, loin d'être due à l'Allemagne, a été spontanée et autochtone, mais qu'en plus, Pétain lui-même s'est impliqué personnellement en insistant pour que la justice et l'enseignement ne comprennent aucun Juif. Une version de travail du texte de loi, qui semble annotée de la main de Philippe Pétain et qui a été publiée le 3 octobre 2010, confirmerait que Pétain a durci le texte,.

### Abrogation
Les lois raciales sont abrogées dès la chute du régime de Vichy, le 20 août 1944.

### Sources primaires
- André Broc, La Qualification juive, thèse pour le doctorat en droit présentée et soutenue le 15 décembre 1942, publiée : La qualité de Juif : une notion juridique nouvelle, Paris, PUF, 1943.

### Textes dans Wikisource
- Loi du 3 octobre 1940 (premier statut des Juifs)
- Loi du 2 juin 1941 (deuxième statut des Juifs)
- Décret du 6 juin 1942